# Groene boomgekko
De groene boomgekko (Naultinus elegans) is een hagedis die behoort tot de gekko's en de familie Diplodactylidae.

## Naam en indeling
De wetenschappelijke naam van de soort werd voor het eerst voorgesteld door John Edward Gray in 1842. De hagedis werd eerder aan andere geslachten toegekend, zoals Gymnodactylus en Hoplodactylus. In het verleden werden verschillende ondersoorten erkend, maar dit wordt beschouwd als verouderd. De voormalige ondersoort Naultinus punctatus wordt tegenwoordig als een volwaardige soort gezien.

## Verspreiding en habitat
De gekko komt endemisch voor op Nieuw-Zeeland en is alleen te vinden op Noordereiland. De habitat bestaat uit gematigde bossen en scrublands. De soort is aangetroffen van zeeniveau tot op een hoogte van ongeveer 600 meter boven zeeniveau.

## Uiterlijke kenmerken en levenswijze
Het dier bereikt een totale lichaamslengte van ongeveer 7,5 centimeter exclusief de staart. De staart is echter aanzienlijk langer dan het lichaam zodat de totale lichaamslengte ongeveer 20 cm bedraagt. De groene boomgekko valt op door zijn heldere groene kleur, sommige exemplaren hebben een heldere gele kleur. Veel exemplaren hebben rijen vlekjes aan de bovenzijde van het lichaam, deze vlekjes kunnen geel tot roze van kleur zijn en hebben vaak een donkere rand. Ook gestreepte patronen komen voor. De binnenzijde van de bek is helder blauw, de tong is donkerder tot zwart, deze kleuren dienen om vijanden af te schrikken als de bek wordt opengesperd bij bedreiging.

## Levenswijze
De groene boomgekko is in tegenstelling tot vrijwel alle andere gekko's eierlevendbarend; er worden geen eieren afgezet maar de jongen ontwikkelen zich volledig in de moeder en komen levend ter wereld. Er worden na een lange zwangerschap tot een jaar steeds een tot twee jongen per keer geboren, die na een tot twee jaar volwassen zijn. Uit exemplaren die in gevangenschap werden gehouden bleek dat de levensverwachting meer dan 25 jaar kan bedragen.
De gekko is overdag actief en rust 's nachts, dit is eveneens een verschil met de meeste andere soorten gekko's.

## Beschermingsstatus
Door de internationale natuurbeschermingsorganisatie IUCN is de beschermingsstatus 'kwetsbaar' toegewezen (Vulnerable of VU).